# クレサーレ・リンナスターディオン
座標: 北緯58度14分32.23秒 東経22度28分48.62秒 / 北緯58.2422861度 東経22.4801722度
クレサーレ・リンナスターディオン()は、エストニアのクレサーレにある多目的スタジアムである。現在は主にサッカーの試合に用いられ、FCクレサーレのホームゲームが行われる。収容人数は、1,000人である。